# کائناگناتوس

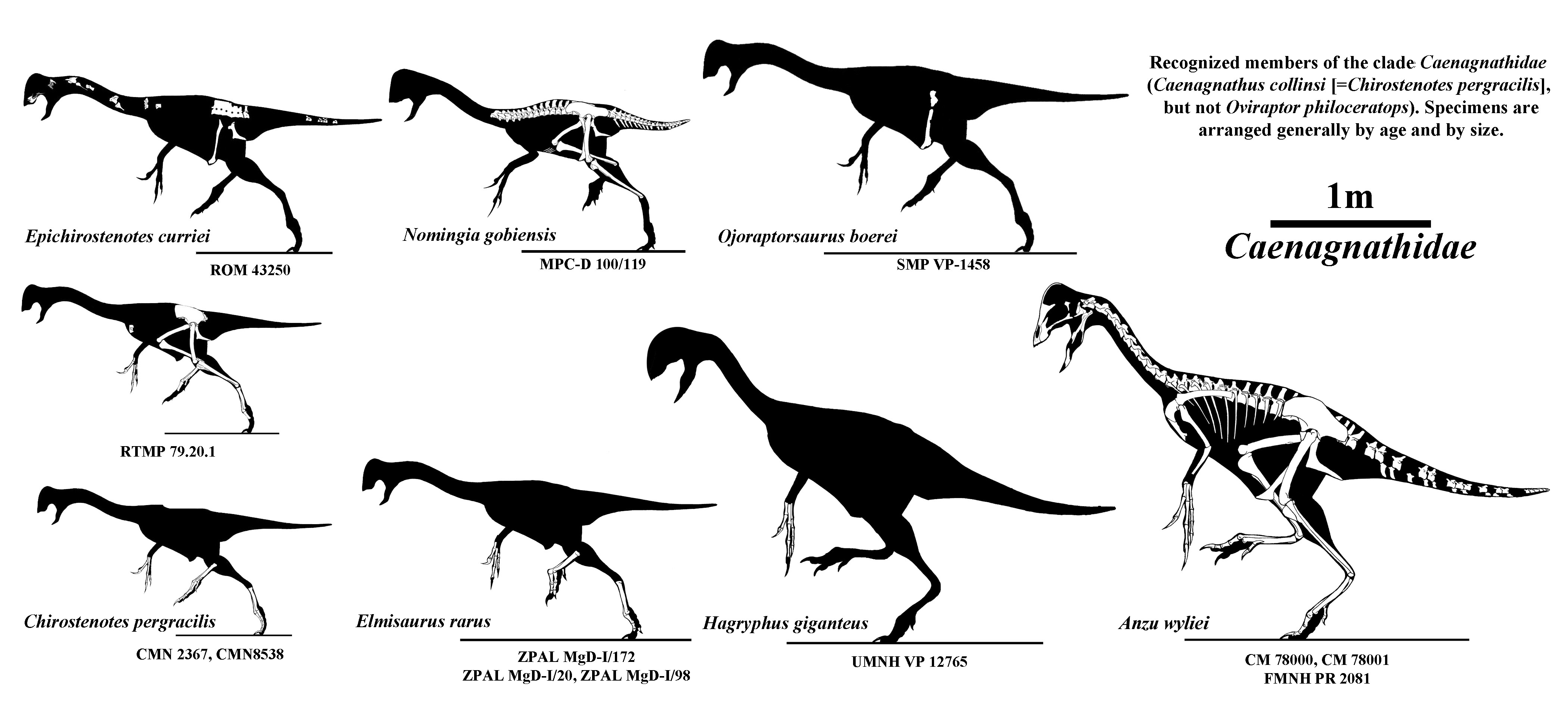
ابعاد گونه کائناگتاتید

کائناگناتوس (انگلیسی: Caenagnathus) (به معنی "فک پسین") یک تیره از دایناسورهای اویراپتوروسوری کئناگناتید از اواخر دوره کرتاسه (مرحله کامپان، 75 میلیون سال پیش) است. بقایای جزئی از جمله آرواره‌های پایین، مهره‌های دم، استخوان‌های دست و اندام‌های عقبی که همگی در پارک دایناسور آلبرتا در کانادا یافت شده است. اندازه آن حدود 2.5 متر و وزن حدود 96 الی 100 کیلوگرم بوده است.
مانند آنزو، منقار پایینی آن بدون دندان بوده است که از نظر عمقی کم‌تر از المیسورین‌ها بود و به احتمال زیاد مانند همه اویراپتوروسارها، دارای پوششی از پر بود.

## دسته بندی
این دایناسور، تاریخ گیج کننده ای دارد. در سال 1936، مجموعه‌ای از فک‌های آن پیدا شد که به نام Caenagnathus به معنای "فک اخیر" نامگذاری شد. اولین بار تصور می شد که آنها پرنده هستند. 